# Pescăruș cu cioc scurt
Pescărușul cu cioc scurt (Larus brachyrhynchus) este o specie de pescăruș de mărime medie care se reproduce în nord-vestul Americii de Nord. În America de Nord, era cunoscut anterior sub numele de pescărușul miazăzi, când era considerat conspecific cu pescărușul comun palearctic (Larus canus). Majoritatea autorităților, inclusiv Societatea Ornitologică Americană în 2021, au împărțit cele două populații ca specii distincte.

## Galerie

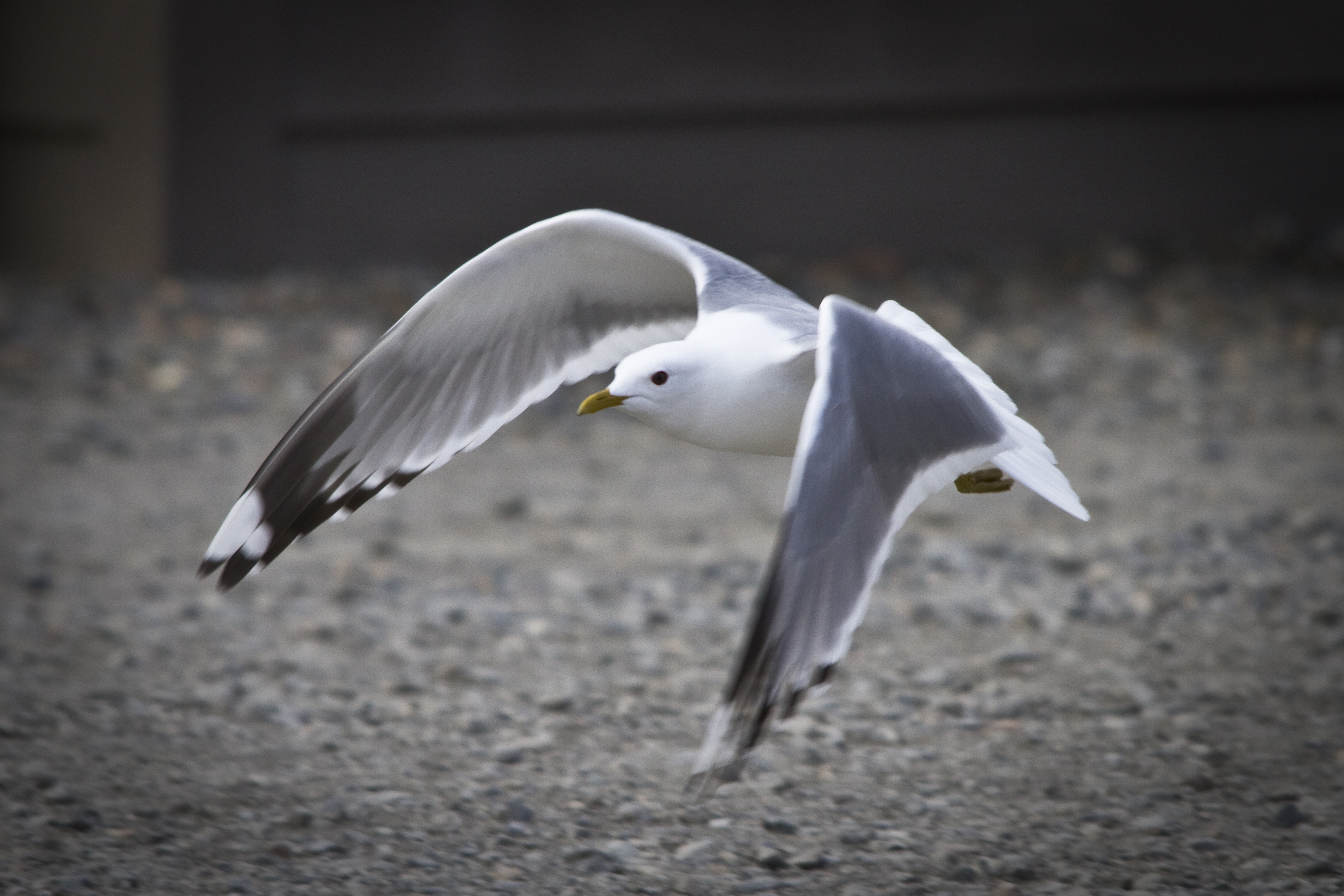
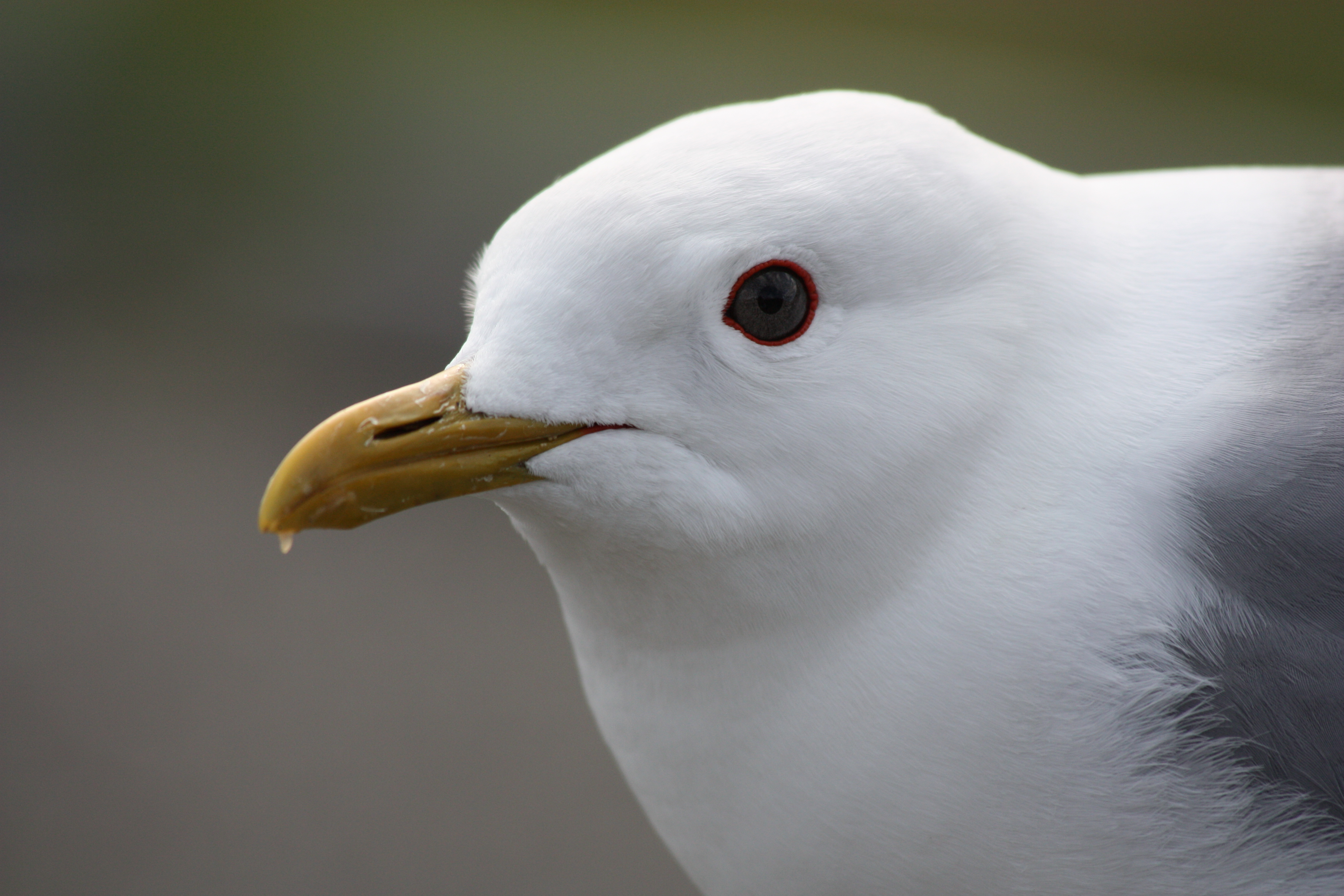